# Acățari (gmina)
Acățari – gmina w Rumunii, w okręgu Marusza. Obejmuje miejscowości Acățari, Corbești, Găiești, Gruișor, Murgești, Roteni, Stejeriș, Suveica i Vălenii. W 2011 roku liczyła 4738 mieszkańców.